# Lindackeria laurina
Lindackeria laurina là một loài thực vật có hoa trong họ Achariaceae. Loài này được C. Presl mô tả khoa học đầu tiên năm 1835.